# Rudaczek szarouchy
Rudaczek szarouchy, trzmielak większy (Selasphorus heloisa) – gatunek małego ptaka z rodziny kolibrowatych (Trochilidae). Jest endemitem Meksyku. Nie jest zagrożony wyginięciem.

## Systematyka
Rudaczek szarouchy jest blisko spokrewniony z rudaczkiem lśniącym (S. ellioti), niekiedy łączono je w jeden gatunek; oba te taksony bywały też wydzielane do osobnego rodzaju Atthis, jednak badania filogenetyczne wykazały, że rodzaj ten jest osadzony w Selasphorus. Wyróżnia się dwa podgatunki S. heloisa: nominatywny i S. h. margarethae. W 1898 roku opisano też takson morcomi na podstawie dwóch okazów samic odłowionych w 1896 roku w górach Huachuca w południowej Arizonie (południowo-zachodnie USA); jest on obecnie zwykle traktowany jako synonim podgatunku nominatywnego, choć nie wszyscy autorzy się z tym zgadzają.

## Morfologia
Rudaczek szarouchy osiąga całkowitą długość ciała od 7 do 7,5 centymetra, a waży około 2,2 grama, co czyni go jednym z najmniejszych ptaków świata. Dziób mierzy średnio 12,1 mm u samców i 12,4 mm u samic, ogon średnio 20,7 mm u samców i 21,2 mm u samic.
Wierzchnia część ciała metalicznie brązowo-zielona, złoto-brązowa bądź zielona. Spód ciała w większości biały. Białe plamy za i pod okiem. Boki ciała cynamonowe (u samicy kolor ten jest bardziej intensywny). Samiec posiada na gardle kołnierz w kolorze magenta, a samica ma gardło białe z brązowymi prążkami. Ogon zaokrąglony, w czerwono-brązowe paski wraz z białymi końcówkami zewnętrznymi piór. Dziób krótki, matowo czarny.

## Zasięg występowania i środowisko
Poszczególne podgatunki zamieszkują:
- S. h. margarethae	– północno-zachodni i zachodni Meksyk
- S. h. heloisa	– północno-wschodni, środkowy i południowy Meksyk.

Dwa okazy pozyskane w 1896 roku w Arizonie były jedynymi ptakami tego gatunku stwierdzonymi kiedykolwiek na terytorium USA, prawdopodobnie były to osobniki zabłąkane.
Rudaczek szarouchy zamieszkuje górskie lasy mgliste i wilgotne lasy sosnowo-dębowe, a także przyległe obszary krzewiaste. Spotykany w przedziale wysokości od 1500 do 3000 m n.p.m. Gatunek uznawany jest za osiadły, choć przypuszcza się, że może podejmować migracje wysokościowe w zależności od pory roku.

## Pożywienie
Rudaczki szarouche żywią się głównie nektarem pochodzącym z kolorowych, pachnących, małych kwiatów drzew, roślin zielnych, krzewów i epifitów; dziennie potrafią odwiedzić nawet do 1500 kwiatów. Preferują kwiaty o największej zawartości sacharozy. Zjadają też nieco owadów i pająków, zwłaszcza w sezonie lęgowym.

## Status
Międzynarodowa Unia Ochrony Przyrody (IUCN) uznaje rudaczka szarouchego za gatunek najmniejszej troski (LC, Least Concern) nieprzerwanie od 1988 roku. Liczebność populacji, według szacunków organizacji Partners in Flight z 2022 roku, mieści się w przedziale 50–500 tysięcy dorosłych osobników. Ze względu na brak dowodów na spadki liczebności bądź istotne zagrożenia dla gatunku BirdLife International uznaje trend liczebności populacji za prawdopodobnie stabilny.